# Mirall retrovisor

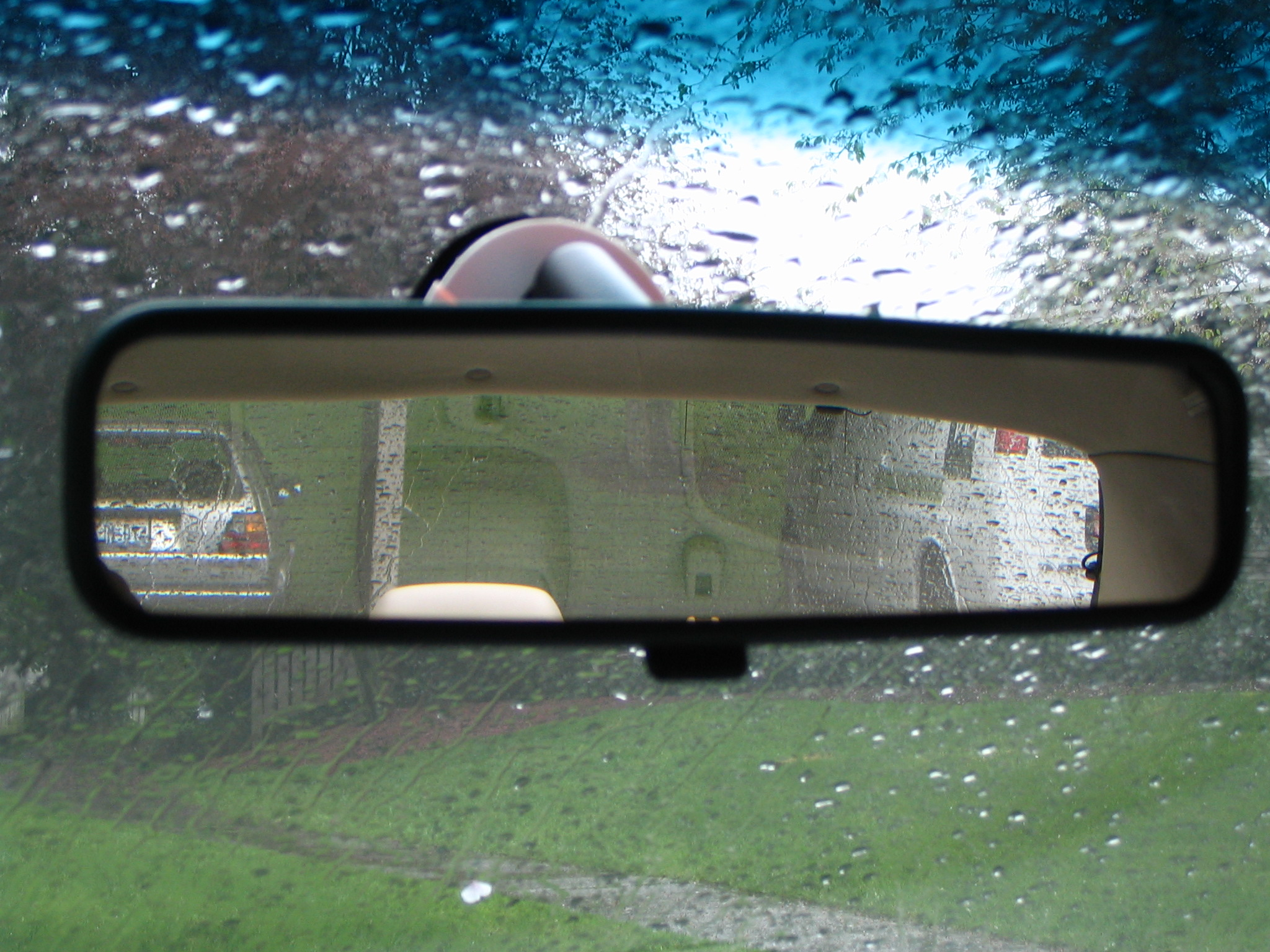
Mirall retrovisor d'un Mazda 626. Mostra els vehicles estacionats en la seva part posterior.

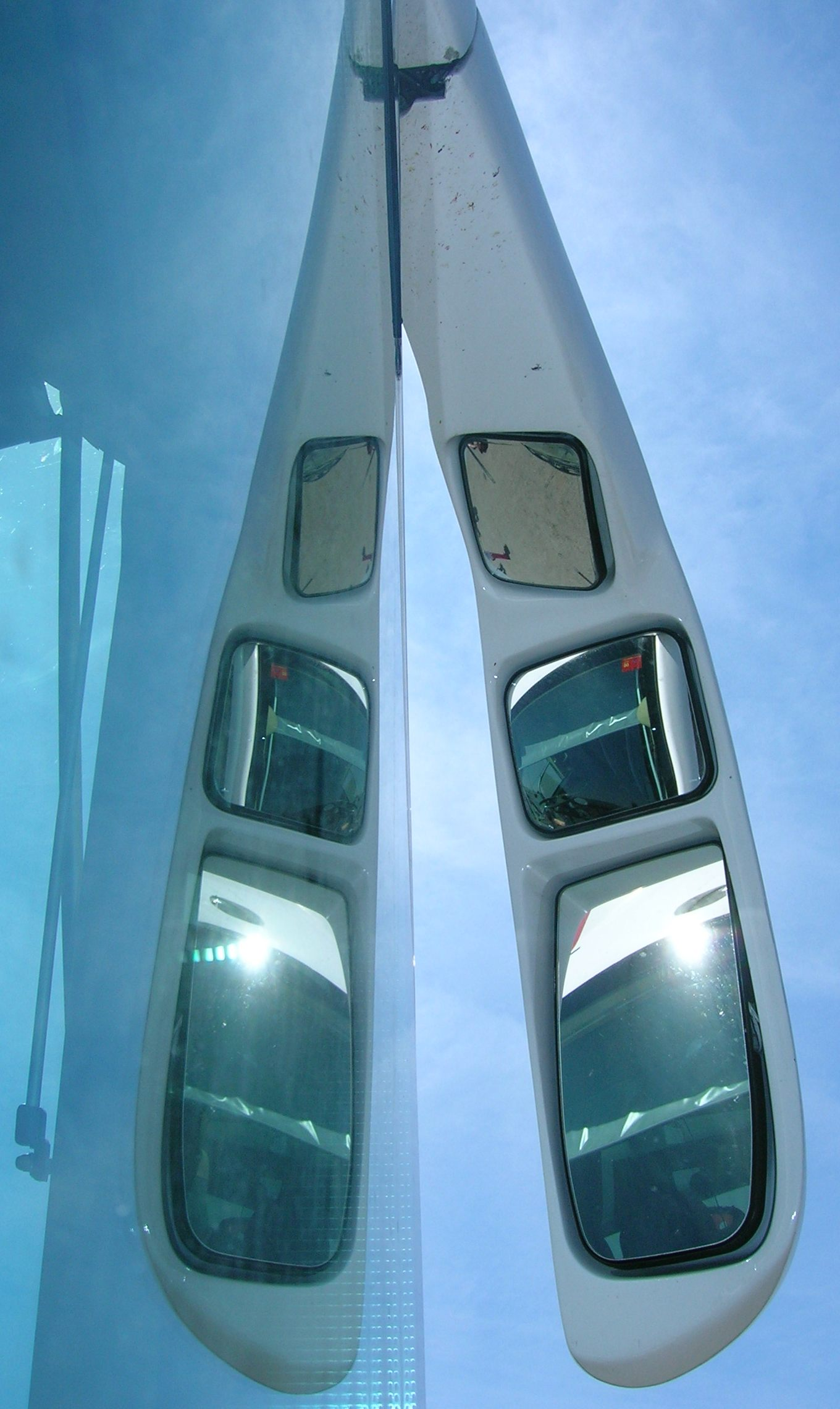
Mirall triple en un autobús Irizar Eurorider.

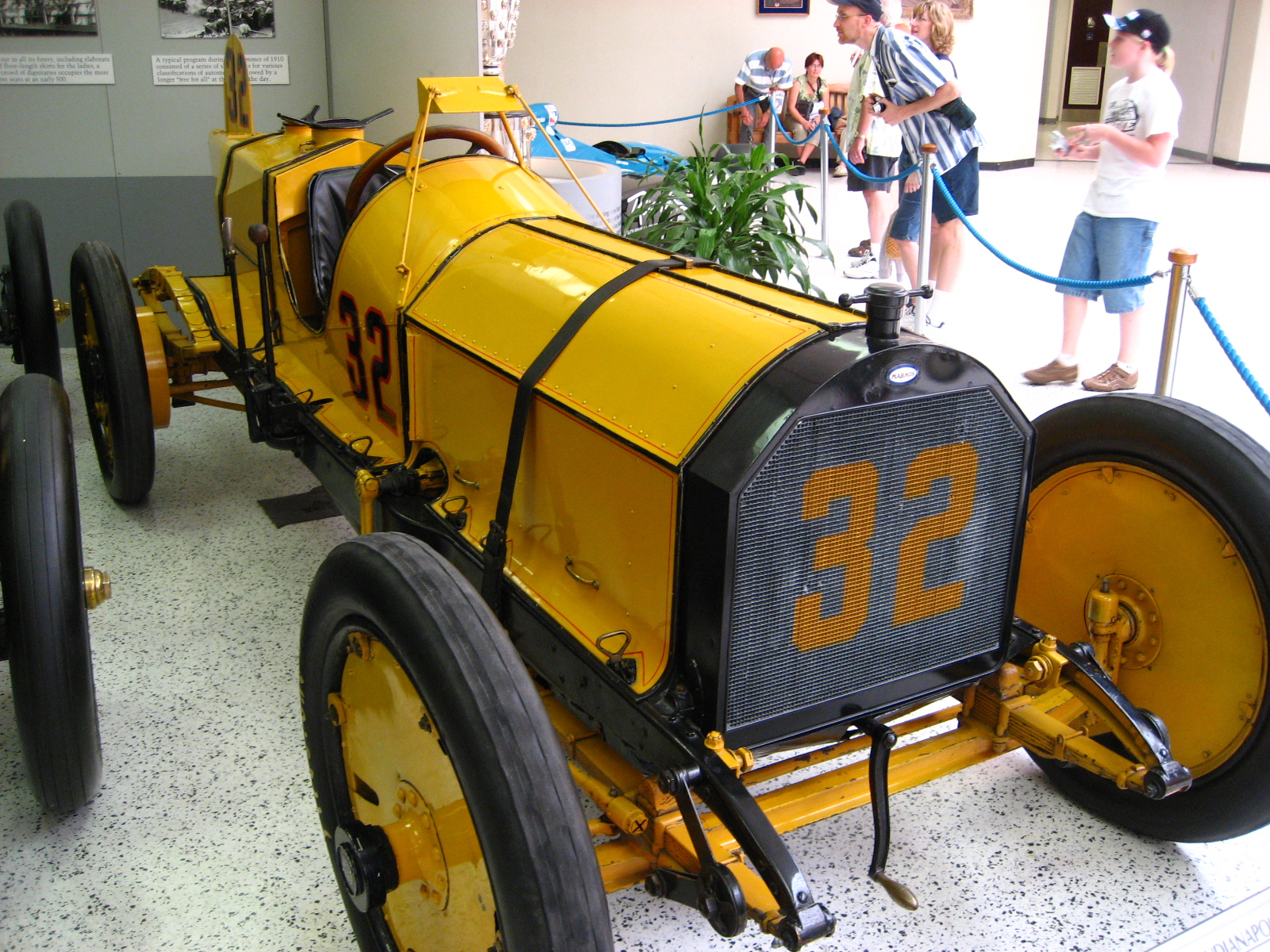
La «Vespa» Marmon de Ray Harroun amb el seu mirall retrovisor muntat en una armadura sobre el cotxe. Saló de la Fama del Museu de Indianapolis Motor Speedway.

Un mirall retrovisor és un tipus funcional de mirall que posseeixen els automòbils i altres vehicles, que estan dissenyats per permetre-li al conductor veure l'àrea que es troba darrere del vehicle a través de la finestra posterior.
Els miralls retrovisors de vegades són confosos amb els miralls laterals, que són un tipus diferent de miralls que se situen sobre els laterals esquerre i dret de molts vehicles moderns. Si bé aquest tipus de miralls miren cap enrere, el seu propòsit és mostrar-li al conductor l'estat del tràfic a la dreta i a l'esquerra de l'automòbil. Els miralls retrovisors interns i el mirall lateral del costat del conductor són específicament requerits per la legislació que no siguin proveïts d'ampliació i, per tant, són convexs. El conductor està situat tan proper a aquests miralls com envers un desplaçament del seu cap poder expandir en forma apropiada el seu camp de visió. En canvi el mirall lateral del costat de l'acompanyant està situat prou lluny perquè el camp visual sigui fix, per més que el conductor mogui el seu cap i, per tant, un mirall convex és desitjable per expandir el camp visual.
En la seva configuració típica, el mirall retrovisor es troba fixat a la part superior del parabrisa en un muntatge universal que permet que pugui ser girat. Alguns models de vehicles posseeixen el mirall retrovisor muntat en la part superior del tauler. Per ajustar la posició del mirall es recomana asseure's en el seient del conductor en la mateixa posició que s'utilitza per conduir. La utilitat dels miralls pot veure's disminuïda en vehicles que posseeixen grans spoilers o finestres posteriors de dimensions reduïdes, obstruccions en el seient posterior o arrosseguen un remolc. Els miralls retrovisors interiors estan dissenyats per desprendre's fàcilment durant un xoc de manera de minimitzar el dany a un ocupant del vehicle que fos desplaçat i copegés contra el mirall.

## Avions de combat

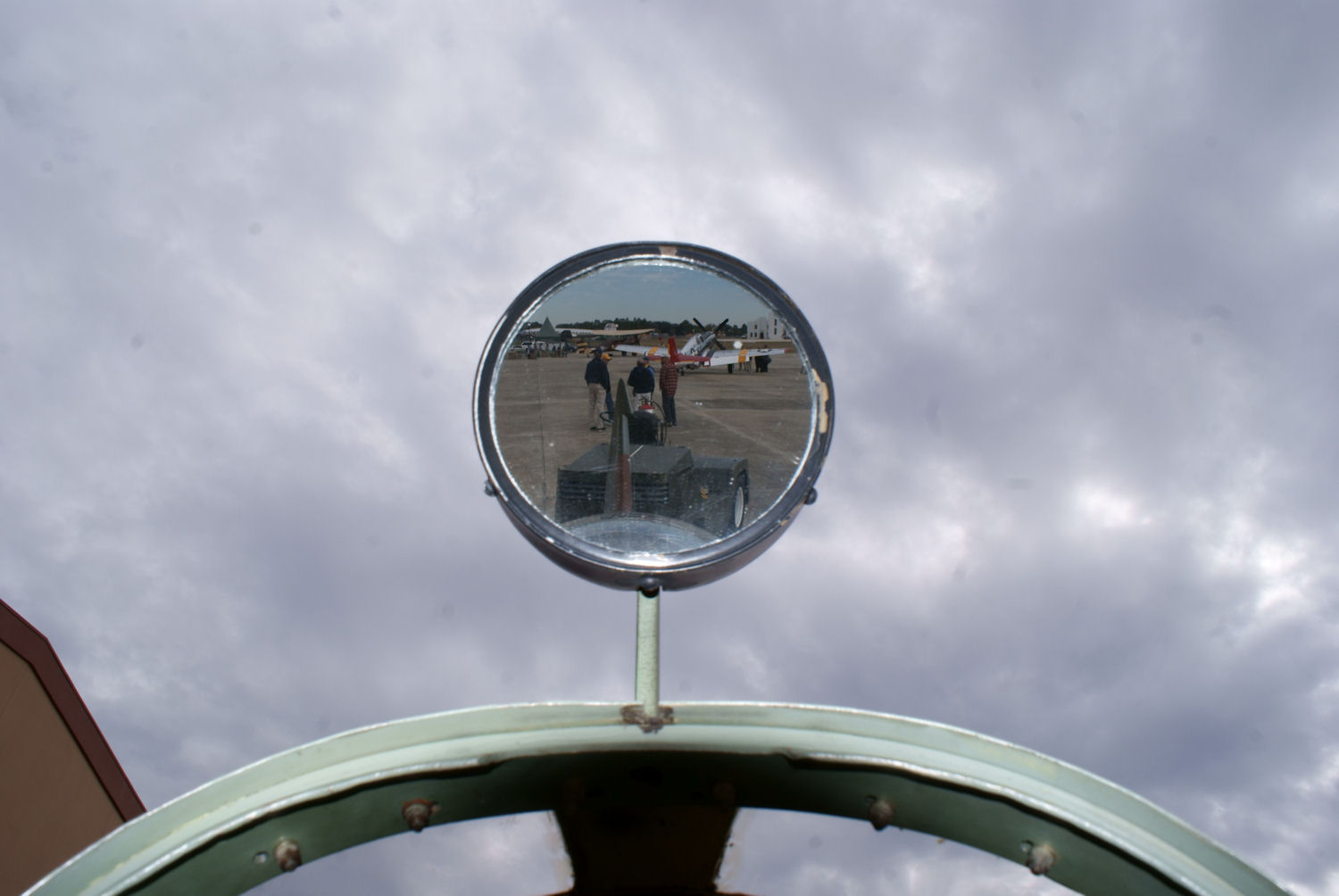
Retrovisor interior del caça Supermarine Spitfire Mk.XVI

Molts avions de combat, especialment els caces, disposen de retrovisors. Muntats a l'exterior o a l'interior de la cabina permeten al pilot la visió de la part posterior. En particular per a vigilar la possible presència d'avions enemics.

### Condicions de servei
Els retrovisors exteriors dels caces de la Segona Guerra Mundial havien de suportar, a més de les notables acceleracions, un interval de temperatures prou extremes (-65/+165 graus).

## Bicicletes
Algunes bicicletes posseeixen miralls retrovisors, encara que és més usual que les motocicletes tinguin aquest tipus de dispositius.